# Ladislav Žemla
Ladislav Žemla (n. 6 noiembrie 1887, Kladruby⁠(d), Republica Socialistă Cehă, Cehoslovacia – d. 18 iunie 1955, Praga, Cehoslovacia) a fost un jucător de tenis ce a reprezentat Cehia, medaliat olimpic. A participat la 3 ediții ale Jocurilor Olimpice (1912, 1920, 1924) în care a câștigat o medalie de bronz.